# 青森県道243号馬門野辺地線
青森県道243号馬門野辺地線（あおもりけんどう243ごう まかどのへじせん）は、青森県上北郡野辺地町を通る一般県道である。

## 概要
野辺地町中渡の馬門交差点で国道4号から分岐し、ほぼ野辺地湾に沿って南東方向に延び、同町金沢で国道279号に合流する。元は国道4号の一部をなしていた。

### 路線データ
- 起点：国道四号交点（上北郡野辺地町大字馬門）[1]
- 終点：国道二七九号交点（上北郡野辺地町大字野辺地）[1]

## 歴史
- 1970年（昭和45年）4月1日 - 県道に認定される[1]。

## 地理

### 交差する道路
- 国道4号（上北郡野辺地町大字馬門、起点）
- 青森県道108号野辺地港線（上北郡野辺地町大字鳥井平）
- 青森県道208号野辺地野辺地停車場線（上北郡野辺地町大字野辺地）
- 国道279号（上北郡野辺地町大字野辺地、終点）

### 沿線の施設など
- 馬門漁港
- 野辺地町立馬門小学校
- 野辺地港
- 野辺地簡易裁判所
- 野辺地町立野辺地中学校
- 野辺地警察署
- ゆうき青森農業協同組合野辺地支所
- 青森みちのく銀行野辺地中央支店
- 青森みちのく銀行野辺地支店